# 布里杰-蒂顿国家森林

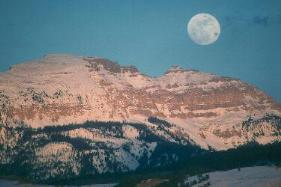
布里杰蒂顿国家森林的月升

布里杰蒂顿国家森林（英語：Bridger-Teton National Forest）是美国的一处国家森林，1908年7月1日建立，位处怀俄明州西部，占地面积约3,402,684英畝（13,770.17平方），最近的城市为杰克逊。